# Danskere
|  | For Johannes V. Jensens roman, se Danskere (Johannes V. Jensen) |
En dansker betegner en person fra Danmark. Betegnelsen kan imidlertid i forskellige sammenhænge afgrænses mere præcist på forskellige måder: som indbyggerne i Danmark, som danske statsborgere eller mere bredt som personer, der føler et kulturelt tilhørsforhold i bred forstand til Danmark. Mere omdiskuteret er en nyere anvendelse af ordet i betydningen personer af dansk oprindelse, dvs. personer, hvis forældre er født i Danmark som danske statsborgere.
Langt størstedelen af danskerne bor i Danmark, men der findes også et dansk mindretal i Sydslesvig i det nordlige Tyskland, som Danmark anerkender formelt som en del af den danske folkegruppe. I tillæg findes der store grupper af folk, som føler de har dansk baggrund, fordi deres forfædre udvandrede fra Danmark, især i lande som USA og Argentina

## Etymologi
Navnet dansker kommer fra danerne, som var en historisk nordgermansk stamme, der beboede, hvad der i dag er den sydlige del af Sverige (Skåne) og de danske øer. Danerne bliver bl.a. nævnt af de byzantinske historikere Jordanes og Procopius, som omtaler et folk kaldet dani. Jordanes mener, at "dani" var samme folk som sveerne, og at de havde fordrevet det oprindelige folk herulerne. På norrønt blev folket i genitiv flertal kaldt "danir", som kan betyde noget i retning af "fladlandsbeboere". "Daner" er sandsynligvis en afledning af det indoeuropæiske *dhen-, som betyder "flade, fladt bræt".

## Definition
Der findes flere måder at definere, hvad en dansker er, og betydningen har også ændret sig over tid, ligesom den i dag kan have såvel en inkluderende som ekskluderende betydning. Ordet dansker bruges i flere forskellige betydninger:
1. Indbyggere i Danmark, dvs. alle med fast lovlig bopæl i Danmark. Primo 2025 var der 5.992.734 indbyggere i Danmark.[9]
2. Danske statsborgere (også kaldet personer med dansk indfødsret). Primo 2025 boede der 5.315.187 danske statsborgere i Danmark.[9] Der findes imidlertid ikke officiel statistik over, hvor mange danske statsborgere der bor i udlandet. Økonomi- og Indenrigsministeriet har i 2015 skønnet, at antallet er på ca. 135.000 personer.[10]
3. Mere uofficielt opfattes en dansker ofte som en person, der har et kulturelt (ikke mindst sprogligt) tilhørsforhold til Danmark og selv har en identitet af at være dansker.[11] I denne forbindelse citeres ofte N.F.S. Grundtvigs udsagn, som er et uddrag af hans digt Folkeligheden fra 1848: "Til et folk de alle høre, som sig regne selv dertil, har for modersmålet øre, har for fædrelandet ild!"[11]

En dansksindet sydsleviger, dvs. en person fra det danske mindretal i Sydslesvig, vil typisk blive opfattet som en dansker ifølge den tredje definition, men ikke ifølge de to første. Det omvendte vil tilsvarende ofte være tilfældet for en hjemmetysker, dvs. en person fra det tyske mindretal i Sønderjylland.

### Personer af dansk herkomst
Endelig bruges betegnelsen dansker i dag af nogle som udtryk for gruppen af "personer med dansk oprindelse" (også kaldet personer af dansk herkomst) som defineret af Danmarks Statistik, dvs. en opdeling, der baserer sig på en persons forældres statsborgerskab og fødested i stedet for personens eget. Denne brug er dog kontroversiel, idet andre tager afstand fra denne sprogbrug. Sprogbrugen fik især opmærksomhed, da Folketinget i februar 2017 med 55 stemmer mod 54 vedtog en udtalelse, hvori det hed, at ”Folketinget konstaterer med bekymring, at der i dag er områder i Danmark, hvor andelen af indvandrere og efterkommere fra ikkevestlige lande er over 50 pct. Det er Folketingets opfattelse, at danskere ikke bør være i mindretal i boligområder i Danmark.”
Baggrunden er, at Danmarks Statistik siden 1991 har opdelt befolkningen i tre herkomstgrupper, nemlig personer af dansk oprindelse, indvandrere og efterkommere af indvandrere. En person med dansk oprindelse defineres som "en person - uanset fødested - der har mindst én forælder, der både er dansk statsborger og født i Danmark". Personens eget statsborgerskab og fødested er altså irrelevant for, om vedkommende betragtes som af dansk oprindelse. Opdelingen blev vedtaget som følge af betænkning 1214-1991 med titlen "Bedre statistik om flygtninge og indvandrere og anvendes i dag i en række sammenhænge til statistisk brug af offentlige institutioner som Danmarks Statistik og Integrationsministeriet. Danmarks Statistik bruger dog aldrig selv betegnelsen "danskere" om gruppen med dansk oprindelse, men anvender normalt ordet danskere enten om danske statsborgere eller om indbyggere i Danmark, afhængigt af sammenhængen.
1. januar 2025 boede der 5.015.554 personer med dansk oprindelse i Danmark. Ligesom for statsborgere findes der ikke officiel statistik for hvor mange personer af dansk oprindelse, der har bopæl i udlandet.

## Sprog
De fleste danskere taler dansk, som er et nordisk sprog fra den indoeuropæiske sprogfamilie. Det er tæt beslægtet med svensk og norsk, som er umiddelbart forståelige sprog for en dansktalende, og lidt fjernere beslægtet med de vestnordiske sprog islandsk og færøsk.

## Personer af dansk afstamning i andre lande
I mange lande lever personer, der er bevidste om og ved forskellige lejligheder markerer deres danske afstamning. Det drejer sig både om personer i traditionelle udvandrerlande som Nord- og Sydamerika, Australien og New Zealand, hvortil udvandringen ofte fandt sted for adskillige generationer siden, og personer, der indtil for nylig selv har været bosat i Danmark og måske påregner at vende tilbage til hjemlandet efter udstationering eller lignende. Nedenstående tabel angiver forskellige skøn for antallet i en række lande - opgørelsesmetoderne for de enkelte lande er dog ikke nødvendigvis umiddelbart sammenlignelige.
| Antal personer med dansk afstamning |                    |  |
| Land                                | Antal              |  |
| USA                                 | 1.430.897          |  |
| Canada                              | 170.780            |  |
| Brasilien                           | 140.000            |  |
| Australien                          | 100.000            |  |
| Tyskland                            | 50.000             |  |
| Argentina                           | (12.900)* / 50.000 |  |
| Sverige                             | 42.602             |  |
| Norge                               | 20.586             |  |
| Storbritannien                      | 18.493             |  |
| Spanien                             | 8.944              |  |
| Frankrig                            | 7.000              |  |
| Grønland                            | 6.500              |  |
| New Zealand                         | 3.507              |  |
| Island                              | 2.802              |  |
| Færøerne                            | 2.800              |  |
| Finland                             | 1.235              |  |
| Irland                              | 809                |  |

* Et estimat over antallet af danske udvandrere frem til 1930

## Religion
Størstedelen af de religiøse danskere både i og uden for Danmark er evangelisk-luthersk kristne. Det største trossamfund i Danmark er Folkekirken, som 74,3 % af den danske befolkning i 2020 er medlem af. Den næststørste religion er islam. Det skønnes, at 4,4 % af befolkningen i 2020 er muslimer. Danmark betragtes dog normalt ikke som et særlig religiøst land. Kun 17 % af danskerne mente i en meningsmåling i 2016, at religion spillede en meget vigtig rolle i deres tilværelse. I 2017 betegnede 48 % af danskerne sig som ikke-troende.